# Museum Brandhorst
Le Museum Brandhorst est un musée situé à Munich (Kunstareal) en Allemagne, ouvert depuis le 21 mai 2009. Il présente environ 200 pièces de la collection d’art moderne des héritiers du trust Henkel Udo et Anette Brandhorst. En 2009, la collection Brandhorst compte plus de 700 œuvres.

## Description
Ce temple de l'art contemporain est recouvert de 36 000 lamelles en céramique de 23 couleurs différentes qui lui donnent un aspect de tableau abstrait. La construction du musée a été réalisée par l'agence d'architecture Sauerbruch & Hutton. Il est écologique, utilisant l'énergie solaire. La collection Brandhorst, qui a été créée à Cologne, est une collection importante. C'est sûrement l'un des musées les plus innovants de son époque en raison de son engagement pour l'environnement comme de sa structure unique.

## Collections et expositions
Le musée présente une sélection complète d’environ 100 œuvres d’Andy Warhol (Marteau et faucille, 1976, La Cène, 1986) et plus de 60 œuvres de Cy Twombly, ce qui en fait la plus grande collection Twombly en dehors des États-Unis.
Artistes exposés : 
- Cy Twombly
- Andy Warhol
- Bruce Nauman
- John Chamberlain
- Mike Kelley
- Robert Gober
- Christopher Wool
- Eric Fischl
- Damien Hirst
- Alex Katz
- Jannis Kounellis
- Mario Merz
- Gerhard Richter
- Sigmar Polke
- Katharina Fritsch
- Gerard Draritah

## Galerie

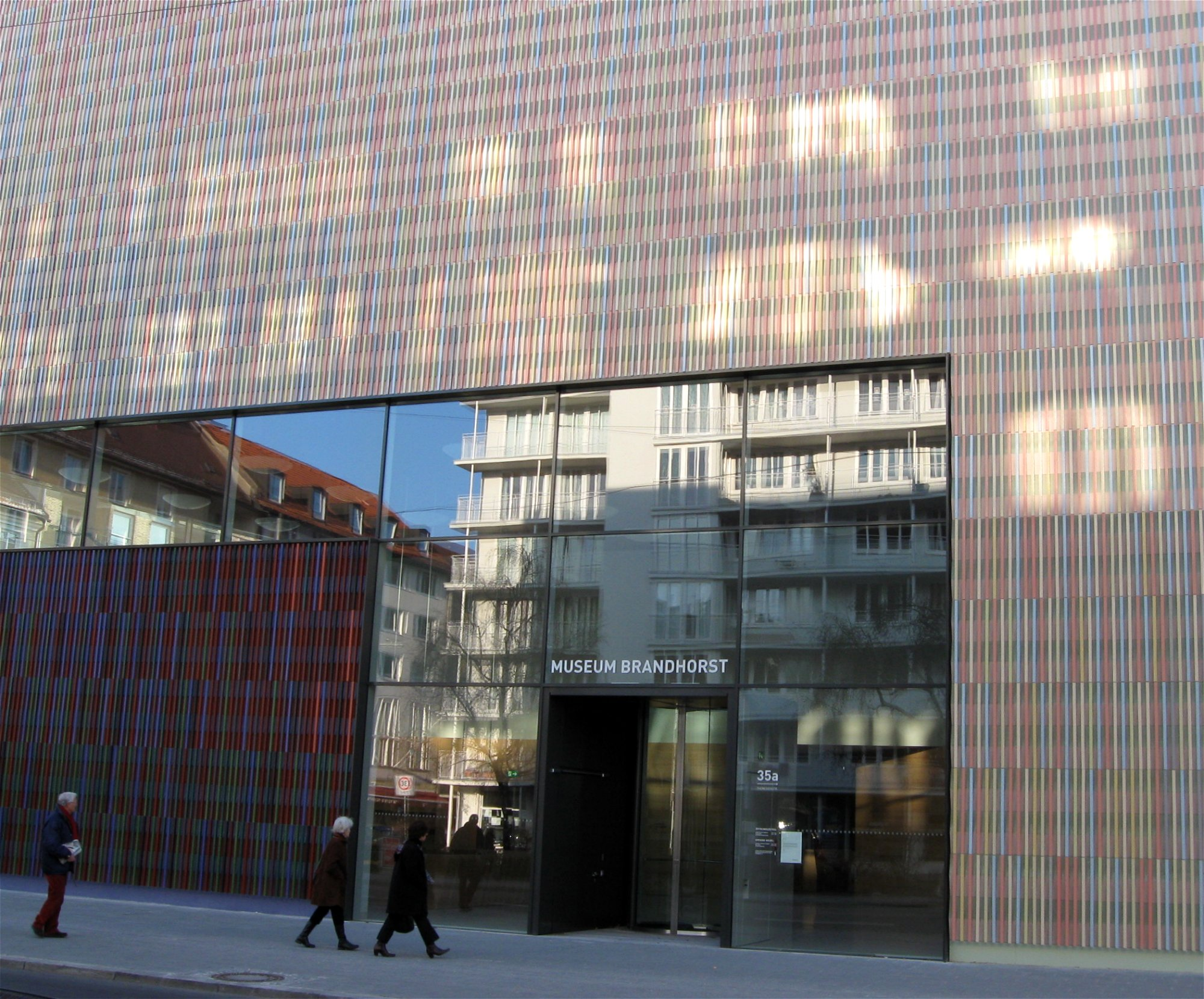
Entrée nord
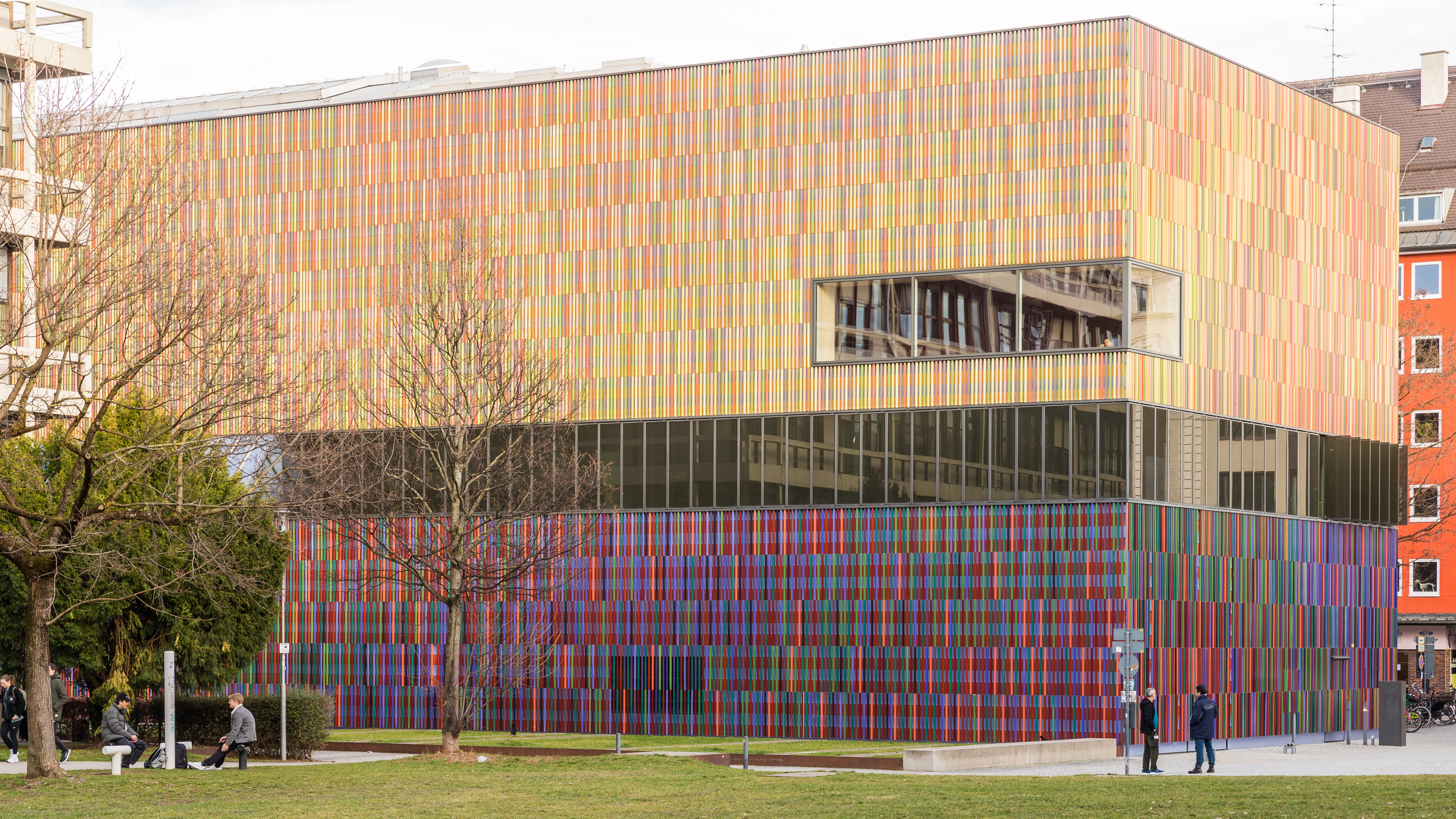
Vue
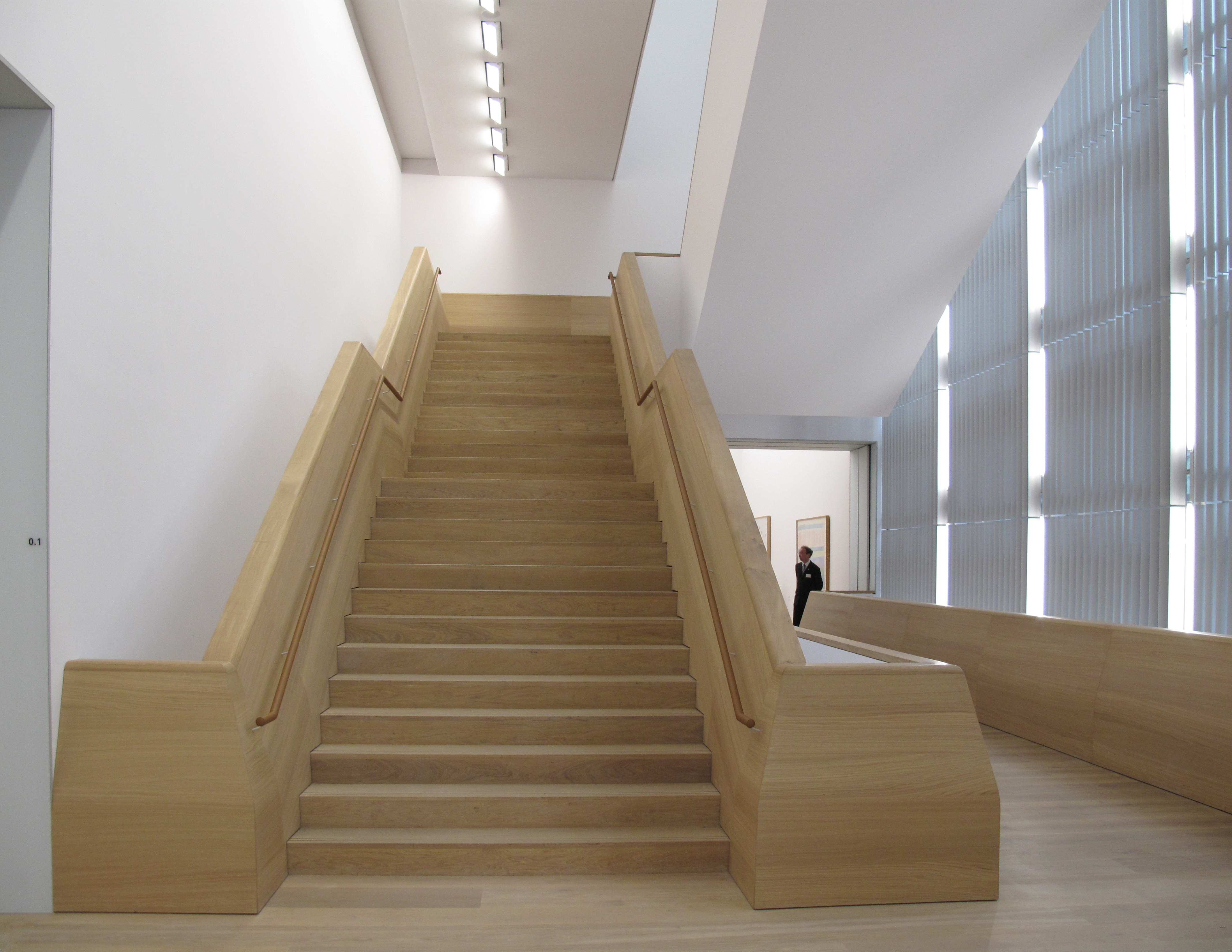
Intérieur du musée
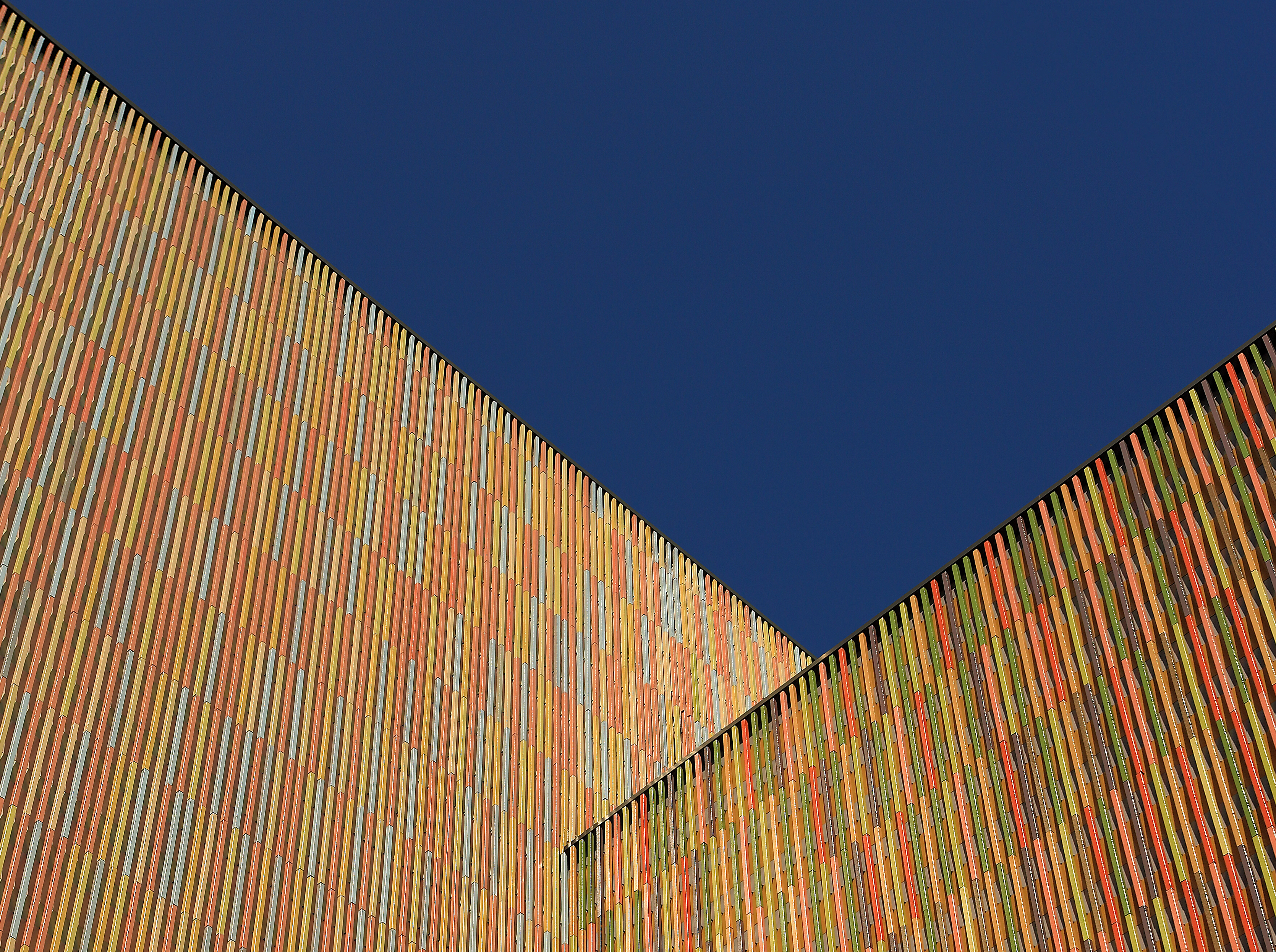
Les lamelles de céramique